# Noura's Dream
Noura's Dream (en francés: Noura Rêve; en árabe: نورا تحلم‎) es una película dramática tunecina de 2019 dirigida por Hinde Boujemaa y coproducida por Marie Besson, François d'Artemare, Tatjana Kozar, Imed Marzouk y Samuel Tilman para Propaganda Production. Está protagonizada por Hend Sabry, Lotfi Abdelli, Hakim Boumsaoudi e Imen Cherif.
La filmación se realizó en Túnez. La película se estrenó el 25 de junio de 2020. Recibió reseñas mixtas de los críticos.

## Sinopsis
Un triángulo amoroso entre Noura, Jamal y Lassad los mantiene al límite de lo ilegal. De acuerdo a la ley tunecina, el adulterio se castiga severamente.

## Elenco
- Hind Sabri como Noura
- Lotfi Abdelli como Jamel
- Hakim Boumsaoudi como Lassaad
- Imen Cherif como Yoser
- Jamel Sassi como Hamadi - Oficial de policía corrupto
- Seifeddine Dhrif como Mahmoud - Interrogador de la policía
- Belhassen Harbaoui como Belhassen
- Ikbel Harbaoui como Yosra
- Meriem Zitouni como Nadia
- Latifa Bida como Âalgia
- Moncef Ajengui como Mongi
- Achref Ben Youssef como Salah
- Fedi Kahlaoui como Khaled
- Linda Turki como Sarra
- Ons Ben Azouz como propietario